# Nautilus (файловий менеджер)
Nautilus — файловий менеджер середовища GNOME. Назву програма отримала від плаваючого в товщі води молюска кораблика наутілус, на логотипі зображена його черепашка. Своїм інтерфейсом Nautilus нагадує файловий менеджер середовища KDE Dolphin чи файловий менеджер середовища Xfce Thunar. Nautilus замінив Midnight Commander в GNOME починаючи з версії 1.4. Також програма повністю відповідає HIG.

## Можливості програми
- Файловий менеджер веде історію відвідуваних тек і дозволяє блискавично повернутись до заздалегідь відвідуваних тек.
- Дозволяє попередній показ вмісту файлів в їх іконках.
- Інтерфейс програми включає оригінальні векторні іконки, спроєктовані Сьюзен Кер.
- Автоматично відстежує модифікацію місцевих файлів в реальному часі, виключаючи необхідність освіжити показ уручну.